# Laudo Ferreira Jr.
Laudo Ferreira Jr. (également connu sous le nom de Laudo Ferreira) est un artiste de bande dessinée brésilien. Il a commencé sa carrière en 1983, illustrant pour plusieurs éditeurs, ainsi que travailler avec la publicité et le développement de scénarios et de costumes pour le théâtre. Lui et Omar Viñole ont fondé le studio Banda Desenhada en 1996. Il a remporté le Troféu HQ Mix en 1996, 2009, 2015 et 2017, et le Prêmio Angelo Agostini en 2008, 2009, 2010 et 2015,. Il a créé les adaptations en bande dessinée des films de José Mojica Marins personnage Zé do Caixão (À minuit, je posséderai ton âme et Cette nuit, je m'incarnerai dans ton cadavre) et plusieurs autres romans graphiques, comme Olimpo Tropical (avec André Diniz, publié au Brésil et au Portugal) et Yeshuah (une série de bande dessinée primée racontant la vie de Jésus basée sur la Bible, des textes apocryphes et des informations historiques),,.